# Валькины друзья и паруса
«Валькины друзья и паруса» — повесть Владислава Крапивина, написанная в 1966 году и опубликованная в издательстве «Детская литература» в 1967 году. Фрагменты повести печатались в различных изданиях в 1966—1967 годах. Повесть принесла автору вторую премию Всесоюзного конкурса на лучшее произведение художественной литературы для детей. Главный герой, одиннадцатилетний Валька Бегунов, является поэтической натурой, талантливым художником, который рисует море, парусники, фантастические города. Он не показывает свои рисунки, так как боится, что его не поймут. Валька дружит с компанией малышей и помогает им. После того, как на уроке рисования учитель случайно видит его тайный альбом, возникает конфликт, в результате которого Вальку исключают из пионеров.
В повести наметились очертания коллизии между детьми и взрослыми, которые писатель развил в последующих произведениях: конфликт возникает из-за недопонимания со стороны учителя и предсказуемо завершается для Вальки неудачно. Повесть относится к произведениям Крапивина 1965—1967 годов, в которых создается и закрепляется канонический типаж героя-протагониста, впоследствии получивший название «крапивинские мальчики». В 1974 году повесть была экранизирована.

## Создание и публикации
Повесть была написана в 1966 году и первоначально называлась «Валька, пожалуйста, встань!». В 1966—1967 годах её фрагменты публиковались в различных изданиях (сборник издательства «Детская литература», журналы «Детская литература» и «Урал»). Полностью произведение было издано в 1967 году в виде книги (издательство «Детская литература») с иллюстрациями В. Богаткина. Ввиду критики автором официальной педагогики публикация повести сопровождалась некоторыми проблемами: редакция журнала «Пионер», под давлением «сверху», отказала автору из-за «излишнего вызова».
В 1967 году за повесть автор получил вторую премию Всесоюзного конкурса на лучшее произведение художественной литературы для детей.

## Сюжет
Повесть начинается с эпизода в летнем лагере, где Валька Бегунов, прячась, следует за отрядом барабанщиков, которые идут к реке «встречать солнце». На рассвете Вальку принимают в пионеры по его просьбе.
Зима. Одиннадцатилетний Валька ходит в пятый класс, у него много друзей и увлечений, но больше всего любит рисование: в его альбоме десятки рисунков моря и парусников, фантастических городов и друзей-малышей. Валька дружит с компанией первоклассников и дошколят, помогает маленькому Андрюшке, лидеру компании, набрать воды с колонки и донести домой; Андрюшка приглашает его в гости и просит нарисовать план снежной крепости, а в другой раз — пиратский костюм. В августе Валька нарисовал Андрюшку и отдал малышам свою коллекцию разноцветных стекол (которую собирал для картины) — сначала для  сигнальных огней игрушечного парохода, затем — для «Песчаного» города. Песчаный город разломал четвероклассник по прозвищу «Козлик», проехав на велосипеде. В ходе конфликта Валька ударил его кулаком по носу, Козлика забрал домой его отец, милиционер.
В витрине молодежного кафе Валька видит изображение трёхмачтового парусника, нарисованного с ошибками, но талантливо; там он встречает учительницу географии Оксану Николаевну, и демонстрирует ей свои познания в устройстве морских судов. Валька загорается идеей нарисовать шхуну, мысли о парусниках не дают ему уснуть. Он долго думает о будущем рисунке и решает добавить в картину силуэт мальчишки, ожидающего на берегу. Художник думает показать альбом новому учителю рисования, Юрию Ефимовичу, по прозвищу «Чертежник», хотя скрывает рисунки ото всех, боясь непонимания, насмешек и назиданий. Об альбоме знает только его лучший друг Сашка Бестужев, который ценит рисунки. Сашка увидел альбом, когда тот вывалился из портфеля. Валька сначала злился, но потом они стали друзьями; Сашка показал ему сделанный им телескоп, в который было видно Юпитер. Валька долго и безуспешно работает над картиной, у него плохо выходит изображение мальчика, и он уговаривает Андрюшку стать натурщиком. На альбомном листе картина начинает получаться. Шхуна оказывается близко от берега, её огромные светлые паруса нависают над изумленным мальчишкой.
Валька сознательно пропускает музыкальные репетиции и ссорится с Сашкой, поскольку не хочет участвовать в бесполезном с его точки зрения сборе металлолома. На следующий день происходит череда негативных событий: на уроке рисования учитель замечает заветный альбом, Валька срывается и требует не разглядывать чужие картины; ему ставят двойку и выгоняют с урока, а Сашка вызывается отнести записку родителям. Валька называет его предателем. Вскоре Зинка Лагутина листает альбом, Валька вырывает его из её рук, этот момент видит классный руководитель Анна Борисовна. На собрании после уроков класс поддерживает Вальку (к примеру, сторону Вальки, к его удивлению, занимает Володя Полянский, о котором мальчик думал как о «снобе»), Анна Борисовна не разбирается в произошедшем. Вечером «личное дело» Вальки обсуждается на совете дружины. Валька говорит, что проступка не было, и хотя высказываются разные мнения, а Юрий Ефимович отсутствует, совет голосует за исключение Вальки из пионеров. Мальчик отказывается отдавать галстук и уходит. Он думает просить помощи у Оксаны Николаевны, но её нет дома. Валька понимает, что ему никто не поможет, даже родители, и вспоминает, как разбил любимую пепельницу отца. Выясняется, что Сашка собирался выбросить записку, но её забрал и разорвал Чертежник. Сашка говорит, что отряд против его исключения и что тот витает в мечтах — у Вальки на уме лишь паруса и барабанщики; друзья мирятся. Позже Валька встречает Андрюшку: малыши хотят, чтобы он стал их «шкипером».

## Анализ и оценки
Литературовед Ю. Дюжев в рецензии отметил «мажорное и светлое» начало повести, «емкий и взволнованный» образ: отряд барабанщиков шел через тихий лес встречать рассвет, а торжествующая барабанная дробь при первых солнечных лучах звучала как «гимн светилу, гимн жизни». По мнению Дюжева, этот образ содержит авторские принципы и отношение к жизни: значимость романтизма, поэзии, которые способны привнести новое в повседневность, и отношений между людьми. Дюжев выделил сцену исключения из пионеров на заседании совета дружины: в ней скука и бюрократия, «затхлая атмосфера парадности...и равнодушия» контрастируют с переживаниями героя-мечтателя, пребывающего в смятении и вспоминающего летние события, когда его принимали в пионеры. Дюжев обратил внимание на сквозной мотив пионерского барабана, отсылающий к «Судьбе барабанщика» А. Гайдара; по мнению Дюжева, в повести автору в описании дружбы удалось в значительной степени уйти от чрезмерной сентиментальности, свойственной другим его произведениям, в сторону большей сдержанности, хотя иногда просматривались шаблонные (гайдаровские) образы и описания.
Писатель В. Николаев в полемической статье о новом герое в советской детской литературе отметил интерес юных читателей к повести Крапивина, хотя посчитал, что писателю в этот раз не удалось уйти от «дурной традиции» и «проторенных дорог». По его мнению, серьёзность, ум и принципиальность Вальки в принципе позволяют говорить о нём как о настоящем герое, но его образ в конечном счёте лишается «настоящей силы, убедительности». Валька действует, если это от него требуется, однако не является «человеком дела», каковым должен быть положительный герой. Валька не может постоять за себя в драке, не способен бороться за справедливость, хотя ему и удаётся «неумело» нанести удар «кулаком по Витькиному носу»; Николаев уточнял, что речь, естественно, не идёт о том, чтобы постоянно  «размахивать кулаками». По мнению критика, многочисленные конфликтные ситуации, в которые попадает Валька, скорее следует считать недоразумениями. В то же время «подлинную беду» одолеть намного сложнее, чем надуманные проблемы. Поэтесса Э. Бояршинова обратила внимание на «восстание против равнодушия и скуки»; по ее мнению, повесть представляла собой своеобразный «ответ» чувствам младшего друга, героя предыдущей повести «Оруженосец Кашка», через чувства со стороны старшего друга (Вальки). Сотрудник Государственной республиканской детской библиотеки РСФСР Г. Румянцева в обзоре детской литературы охарактеризовала повесть как «светлую», «озарённую красивой мечтой и теплотой дружбы», а Вальку — как грустного и задумчивого мечтателя, который предпочитает «неяркие зимние рассветы», его взгляду доступно то, что окружающие не видят. Валька не относится числу «весёлых, бойких и озорных» ребят, но своей щедростью и готовностью помочь притягивает к себе малышей и становится для них героем.
Литературный критик Н. Кузин характеризовал главного героя как мечтателя, художника и поэта, который способен размышлять над действиями людей и пытается понять жизненные коллизии. Его «неугомонной, ищущей натуре», чтобы сделать жизнь нормальной, нужна красота — по собственным словам Вальки, «радостная звёздочка», путеводная звезда, которая бы «светила впереди». По оценке Кузина, после несправедливого исключения из пионеров Валька довольствовался тем, что «ушёл в себя», но сумел преодолеть «самолюбие и отчуждённость» и объективно оценить действия своих друзей (особенно в случае с Володей Полянским). Кузин предположил, что осознание важности красоты помогло Вальке в его испытаниях и в переоценке товарищей: так мечта и действительность соединились. Критик, исследуя вмешательство крапивинских оценок в мировосприятие героев, рассмотрел эпизод исключения из пионеров, когда Валька неожиданно понимает, что Анна Борисовна устала, и сочувствует её житейским проблемам (учительнице нужно успеть в булочную, приготовить ужин и т. д.). Кузин полагал, что мальчик, который ранее не был склонен к размышлениям о других людях, скорее всего не смог бы это заметить. По мнению критика, подобное «додумывание» со стороны автора выглядит уместным, оно показывает, что драматические события «произвели…большущий сдвиг» в душе героя, изменили его «скептическое отношение» к людям. Такой подход позволяет автору уйти от «декларативности и прямолинейности».
Кандидат филологических наук Р. Гольдштейн в обзоре творчества Крапивина за десять лет (1962—1972) расценила повесть как «замечательное», «прекрасное» произведение о школьниках и пионерах. По её мнению, повесть оригинально продолжает традицию (идущую от Лермонтова и включающую В. Катаева), в которой духовное счастье рассматривается как постоянный поиск и борьба. Герой не просто художник со «светлым и добрым» талантом, а обладает «большим человеческим сердцем». По мнению Гольдштейн, внутренний мир героя показывается с помощью его индивидуального творческого таланта, а также через взаимодействие со множеством героев-детей и героев-взрослых. По выводу критика, автору удалось это cделать «глубоко и тонко», поскольку он хорошо знает детскую психологию и понимает, как ребёнок видит окружающий мир.
Литературный критик А. Петухова, рассматривая постоянную пару в творчестве Крапивина (подросток – малыш), отмечала, что Валька с высоты пятого класса сначала относится к младшим приятелям пренебрежительно, со снисхождением, хотя одновременно лукавит перед самим собой, поскольку пытается обосновать необходимость общения и игры с малышами; в дальнейшем любые попытки самооправдания сходят на нет, дошколята и первоклассники вновь открывают для Вальки «веру в Игру». Петухова отметила стилевую зависимость от творчества Гайдара (в частности, от «Голубой чашки») и раскритиковала чрезмерное овзросление героя, чья добродетельность выглядит неправдоподобной: Валька всегда поступает справедливо и становится по сути подвижником (как и Генка из повести «Та сторона, где ветер»). Валька лишь пятиклассник, но у него нет детских недостатков, он «добрый Дед-Мороз или рыцарь», думающий только о других, бескорыстно помогающий «маленьким, слабым, обиженным». По мнению журналиста и критика Г. Краснова, автор выступил против формализма между взрослыми и детьми, отстаивая независимость «юной человеческой личности». Краснов посчитал, что увлекательный и «задористый» рассказ «о радостях и огорчениях, мечтах и волнениях», трудных, но преодолимых испытаниях главного героя, постепенно сместился в сторону значимых вопросов: воспитательной работы со школьниками и соответствующих навыков учителей, а также товарищества и дружбы. Паруса, по мнению критика, воплощали стремление Вальки к «чему-то светлому, неизведанному, романтичному».
Литературоведы М. Мещерякова и Е. Посашкова полагали, что в повести нарушен баланс между дидактикой и романтикой (сочетание этих двух элементов в сюжете свойственно поэтике писателя): дидактический «нажим» не оставляет места для романтического пафоса, что делает произведение вторичным по отношению в другим произведениям автора, творческой неудачей.  Как полагала литературовед Л. Долженко, в ранней, «недостаточно зрелой» повести наметились очертания конфликта между детьми и взрослыми, которые писатель развил в последующих произведениях: конфликт возникает из-за недопонимания со стороны учителя и предсказуемо завершается для талантливого и доброго Вальки неудачно. По мнению литературоведа И. Сергиенко, в образах Вальки и Андрюшки, как и в образах героев первой части повести «Та сторона, где ветер» (1965) и повести «Оруженосец Кашка» (1966), в каноническом виде создается и закрепляется типаж героя-протагониста, впоследствии получивший название «крапивинские мальчики».
Согласно комментарию Крапивина, несмотря на успех повести, критики и педагоги всегда воспринимали её «сдержанно».
Валька Бегунов участвует в перекличке барабанщиков из разных произведений Крапивина в финале романа «Голубятня на жёлтой поляне».

## Экранизации
В 1974 году вышел фильм «Валькины паруса» (Свердловская киностудия, режиссёр Н. Жуков, сценарист В. Спирина). Как полагал Г. Краснов, создатели фильма воспроизвели сюжет повести более или менее точно, однако по ходу действия были утрачены дух и настроение оригинала: конфликты оказались сглаженными, ситуации — неточными, а романтические мотивы — вторичными; в фильме отсутствует «накал страстей», герои ведут себя иначе. Критик отметил атмосферу школьной и дворовой жизни и удачную актёрскую игру школьников, а также убедительный образ Вальки; в то же время в фильме сократилась сюжетная линия с Сашкой Бестужевым, из-за сценария слабыми оказались образы Анны Борисовны и Юрия Ефимовича, а драматический эпизод с заседанием совета дружины превратился в «благостную душеспасительную» беседу с учительницей.
Крапивин наотрез отказался от упоминания своего имени и произведения в титрах.

## Издания

### Фрагменты в различных изданиях
- Крапивин В. Барабанщики встречают солнце // Барабанщики встречают солнце. — М. : Детская литература, 1966. — С. 3—14. — Антология. Худ. Н. Устинов. — 100 000 экз.
- Крапивин В. Валькины друзья и паруса // Детская литература. — 1967. — № 3. — С. 31—35. — Отрывок из повести. Худ. В. Шляндин.
- Крапивин В. Город с разноцветными окнами // Урал. — Свердловск, 1967. — № 2. — С. 182—190. — Глава из повести. Худ. М. Бурзалов.
- Крапивин В. Барабанщики встречали солнце // Родная речь. Книга для чтения в третьем классе. — М. : Просвещение, 1974. — С. 368—376. — Отрывок из повести. Сост. М. Васильева, Л. Горбушина, Е. Никитина, М. Оморокова.

### Книжные издания
- Крапивин В. Валькины друзья и паруса. — М. : Детская литература, 1967. — 144 с. — Илл. В. Богаткина. — 100 000 экз.
- Крапивин В. Валькины друзья и паруса // Валькины друзья и паруса. — Свердловск : Средне-Уральское кн. изд-во, 1969. — С. 7—100. — (Уральская детская библиотека). — Авторский сборник. Предисловие Э. Бояршиновой, илл. Н. Мооса. — 100 000 экз.
- Крапивин В. Валькины друзья и паруса. — М. : Детская литература, 1970. — 144 с. — (Школьная библиотека для нерусских школ). — Худ. Е. Медведев. — 150 000 экз.
- Крапивин В. П. Валькины друзья и паруса // Тень Каравеллы: Повести. — Свердловск : Средне-Уральское кн. изд-во, 1988. — С. 159—260. — Илл. Е. Стерлиговой. — 100 000 экз. — ISBN 5-7529-0042-5.
- Крапивин В. Валькины друзья и паруса // Собрание сочинений. Книга 12. Мальчик со шпагой. — М. : Центрполиграф, 2000. — С. 13—134. — (Владислав Крапивин. Собрание сочинение в 30 томах). — Илл. Е. Медведева, Е. Пинаева. — 10 000 экз. — ISBN 5-227-00784-5.
- Крапивин В. Валькины друзья и паруса // Звезды под дождем. — М. : Эксмо, 2005. — С. 41—148. — (Владислав Крапивин). — Илл. на обложке В. Савватеева. — 5000+8000 экз. — ISBN 5-699-13778-7.
- Крапивин В. Валькины друзья и паруса // Журавлёнок и молнии. — М. : Эксмо, 2008. — С. 345—474. — (Библиотека Командора). — 5000 экз. — ISBN 978-5-699-26380-6.
- Крапивин В. Валькины друзья и паруса. — М. : Издательский Дом Мещерякова, 2016. — 128 с. — (БИСС. Крапивин). — Илл. Е. Медведева. — 3200 экз. — ISBN 978-5-91045-843-1.
- Крапивин В. Валькины друзья и паруса. — М. : Лабиринт Пресс, 2020. — 128 с. — (Иллюстрированная библиотека фантастики и приключений). — Илл. Е. Медведева. — 5000 экз. — ISBN 978-5-9287-3166-3.
- Крапивин В. Валькины друзья и паруса: повесть / худ. Е. Медведев. — М. : Искателькнига, 2022. — 112 с. — (Школьная библиотека). — 2500 экз. — ISBN 978-5-6045259-1-3.
- Крапивин В. Валькины друзья и паруса: повесть / илл. О. Пустовойт. — М. : Омега, 2022. — 126 с. — (Школьная библиотека). — 6000 экз. — ISBN 978-5-465-04275-8.
- Крапивин В. Валькины друзья и паруса / илл. Н. Панина. — М. : ЭНАС-КНИГА, 2023. — 152 с. — (Друзья-товарищи). — ISBN 978-5-00198-367-5.

### Зарубежные издания
- Krapivin W. SOS, kamarádi! :  [чеш.]. — Praha : Albatros, 1974. — 134 с. — Пер. Z. Mayerová, илл. D. Sedláčková, обл. Z. Mlčoch. — 7000 экз.